# Gwiazdosz baryłkowaty
Gwiazdosz baryłkowaty (Geastrum lageniforme Vittad.) – gatunek grzybów z rodziny gwiazdoszowatych.

## Systematyka i nazewnictwo
Pozycja w klasyfikacji według Index Fungorum: Geastrum, Geastraceae, Geastrales, Phallomycetidae, Agaricomycetes, Agaricomycotina, Basidiomycota, Fungi.
Takson ten zdiagnozował w 1842 r. Carlo Vittadini. Synonimy:
- Geastrum lageniforme var. ahmadii V.J. Staněk 1958
- Geastrum lageniforme var. koreanum V.J. Staněk 1958
- Geastrum lageniforme var. umbrinum V.J. Staněk 1958

Komisja ds. Polskiego Nazewnictwa Grzybów przy Polskim Towarzystwie Mykologicznym zarekomendowała polską nazwę gwiazdosz baryłkowaty. Spotykana jest też nazwa gwiazdosz butelkowaty.

## Morfologia
Owocniki
Początkowo cebulowate z wyraźnie wydłużoną górną częścią. Po osiągnięciu dojrzałości egzoperydium pęka 5–10 płatami o wydłużonych i ostro zakończonych szczytach. Dolna ich część nie oddziela się od siebie, wskutek czego powstaje worek wewnątrz którego jest kulista główka endoperydium o średnicy do 2 cm. Perystom na jej szczycie jest wyraźnie wyodrębniony, stożkowato wypukły i włókienkowaty. Na zewnętrznej stronie rozpostartych ramion często widoczne są podłużne spękania.
Cechy mikroskopowe
Strzępki włośni o średnicy 5–13 µm, stopniowo zwężające się, z końcem ostrym lub zaokrąglonym, blado żółtobrązowe, miejscami i w kierunku końcówek czasem prawie szkliste, grubościenne, często stosunkowo szerokie, o średnicy 2–6 µm, powierzchni nieregularnie drobno inkrustowanej. Zarodniki kuliste, żółtobrązowe do ciemnobrązowych, brodawkowate, o średnicy 3,4–4,5 µm, bez ornamentacji, brodawki przeważnie izolowane, nisko cylindryczne, proste lub lekko nieregularne, tępe, o wysokości 0,4–0,6 µm i szerokości 0,3–0,7 µm.

## Występowanie i siedlisko
Podano występowanie gwiazdosza baryłkowatego w Ameryce Północnej, Środkowej, Południowej, Europie, Korei i Japonii, Australii i na Nowej Zelandii. W piśmiennictwie naukowym na terenie Polski do 2020 r. podano trzy stanowiska w 2006, 2012 i 2020 r. W latach 1995–2004 objęty był ochroną częściową, a od roku 2004 – ochroną ścisłą bez możliwości zastosowania wyłączeń spod ochrony uzasadnionych względami gospodarki rolnej, leśnej lub rybackiej.
Grzyb mykoryzowy naziemny, czasami rozwijający się także na spróchniałym drewnie. Występuje w lasach liściastych, głównie w grądach oraz pod topolami i robiniami. Owocniki tworzy głównie od maja do sierpnia. Są trwałe przez wiele tygodni.